# Les plus grands succès de Céline Dion
A Les plus grands succès de Céline Dion (magyarul Céline Dion legjobb dalai) Céline Dion kanadai énekesnő nyolcadik, francia nyelvű albuma, mely 1984. szeptember 17-én jelent meg Québecben (Kanada). Ez az énekesnő első „greatest hits” lemeze.

## Háttér
1984. szeptember 17-én Céline Dion a montreáli Sainte-Justine gyermekkórházban mutatta be új albumát. A lemezt a Steinberg's bolthálózatban árusították, 50 000 példányban kelt el. A bevételek egy részével az énekesnő québeci Cisztás Fibrózis Szövetséget támogatta.
A lemezen új dal nem hallható, és az ugyanezen évben korábban megjelent Mélanie című albumról sem kerültek rá számok. A lemez Céline Dion minden korábbi kislemezdalát tartalmazza, kivéve a L'amour viendra című dalt.

## Az album dalai
| #   | Cím                             | Szerző(k)                                    | Hossz |
| --- | ------------------------------- | -------------------------------------------- | ----- |
| 1.  | Ce n’était qu’un rêve           | Thérèse Dion, Céline Dion, Jacques Dion      | 3:52  |
| 2.  | La voix du bon Dieu             | Eddy Marnay, Suzanne-Mia Dumont              | 3:22  |
| 3.  | Tellement j’ai d'amour pour toi | Marnay, Hubert Giraud                        | 3:01  |
| 4.  | D’amour ou d’amitié             | Eddy, Jean Pierre Lang, Roland Vincent       | 4:05  |
| 5.  | Glory Alleluia                  | André DiFusco, André Pascal                  | 3:38  |
| 6.  | Mon ami m’a quittée             | Marnay, Christian Loigerot, Thierry Geoffroy | 3:05  |
| 7.  | Ne me plaignez pas              | Marnay, Steve Thompson                       | 3:05  |
| 8.  | Un enfant                       | Jacques Brel, Gérard Jouannest               | 3:01  |
| 9.  | Vivre et donne                  | Marnay, Ben Kaye, H. Stanley                 | 2:34  |
| 10. | Les chemins de ma maison        | Marnay, Patrick Lemaitre, Alain Bernard      | 4:16  |

## Megjelenések
| Terület | Megjelenés           | Kiadó | Formátum        | Katalógusszám |
| ------- | -------------------- | ----- | --------------- | ------------- |
| Kanada  | 1984. szeptember 17. | TBS   | Hanglemez       | TBS XX001     |
| Kanada  | 1984. szeptember 17. | TBS   | Compact kazetta | TBS 4XX001    |

## Fordítás
Ez a szócikk részben vagy egészben  a   Les plus grands succès de Céline Dion című angol Wikipédia-szócikk ezen változatának fordításán alapul.  Az eredeti cikk szerkesztőit annak laptörténete sorolja fel. Ez a jelzés csupán a megfogalmazás eredetét és a szerzői jogokat jelzi, nem szolgál a cikkben szereplő információk forrásmegjelöléseként.